# Louis Leterrier
Louis Leterrier (IPA: lwi lətɛʁje; Párizs, 1973. június 17. –) Primetime Emmy-díjas francia filmrendező és producer. 
Ismertebb filmjei A szállító (2002), A szállító 2. (2005), A nyakörv (2005) és A hihetetlen Hulk (2008).

## Élete
Párizsban született François Leterrier rendező és Catherine Leterrier ruhatervező gyermekeként. Letterier először dobos volt egy együttesben, mielőtt rövidfilmekkel kezdett volna kísérletezni. 18 éves korában elhagyta Franciaországot, hogy filmművészetet tanuljon a New York-i Egyetemen.[forrás?]

## Filmográfia

### Film
| Év   | Magyar cím          | Eredeti cím         | Feladatkör | Feladatkör |
| Év   | Magyar cím          | Eredeti cím         | Rendező    | Producer   |
| ---- | ------------------- | ------------------- | ---------- | ---------- |
| 2005 | A nyakörv           | Unleashed           | Igen       | Nem        |
| 2005 | A szállító 2.       | Transporter 2       | Igen       | Nem        |
| 2008 | A hihetetlen Hulk   | The Incredible Hulk | Igen       | Nem        |
| 2010 | A titánok harca     | Clash of the Titans | Igen       | Nem        |
| 2012 | A titánok haragja   | Wrath of the Titans | Nem        | Vezető     |
| 2013 | Szemfényvesztők     | Now You See Me      | Igen       | Nem        |
| 2016 | Szemfényvesztők 2.  | Now You See Me 2    | Nem        | Vezető     |
| 2016 | Agyas és agyatlan   | Grimsby             | Igen       | Nem        |
| 2022 | A leszámolás        | The Takedown        | Igen       | Nem        |
| 2023 | Halálos iramban 10. | Fast X              | Igen       | Nem        |
| 2023 | Kivert kutyák       | Strays              | Nem        | Igen       |

Színész
- 2002: Asterix és Obelix: A Kleopátra-küldetés (Asterix & Obelix: Mission Cleopatra) – Ouhécharlis
- 2010: A titánok harca (Clash of the Titans) – Kraken

### Televízió
| Év   | Magyar cím                            | Eredeti cím                         | Rendező | Vezető producer | Megjegyzések |
| ---- | ------------------------------------- | ----------------------------------- | ------- | --------------- | ------------ |
| 2017 |                                       | Tycoon                              | Igen    | Igen            | 9 epizód     |
| 2019 | A Sötét Kristály – Az ellenállás kora | The Dark Crystal: Age of Resistance | Igen    | Igen            | 10 epizód    |
| 2021 | Lupin                                 | Lupin                               | Igen    | Nem             | 3 epizód     |
| TBA  |                                       | Dark Matter                         | Igen    | Igen            | 4 epizód     |